# Belver e Mogo de Malta
Belver e Mogo de Malta (oficialmente: União das Freguesias de Belver e Mogo de Malta) é uma freguesia portuguesa do município de Carrazeda de Ansiães, com 19,8 km² de área e 364 habitantes (censo de 2021). A sua densidade populacional é 18,4 hab./km².

## História
Foi constituída em 2013, no âmbito de uma reforma administrativa nacional, pela agregação das antigas freguesias de Belver e Mogo de Malta e tem a sede em Belver.

## Demografia
A população registada nos censos foi:
| Distribuição da População por Grupos Etários | Distribuição da População por Grupos Etários | Distribuição da População por Grupos Etários | Distribuição da População por Grupos Etários | Distribuição da População por Grupos Etários | Distribuição da População por Grupos Etários |
| -------------------------------------------- | -------------------------------------------- | -------------------------------------------- | -------------------------------------------- | -------------------------------------------- | -------------------------------------------- |
| Antes da agregação                           |                                              |                                              |                                              |                                              |                                              |
| Ano                                          | 0-14 anos                                    | 15-24 anos                                   | 25-64 anos                                   | >= 65 anos                                   | Total                                        |
| 2001                                         | 73                                           | 84                                           | 218                                          | 127                                          | 502                                          |
| 2011                                         | 44                                           | 50                                           | 199                                          | 140                                          | 433                                          |
| Após a agregação                             |                                              |                                              |                                              |                                              |                                              |
| Ano                                          | 0-14 anos                                    | 15-24 anos                                   | 25-64 anos                                   | >= 65 anos                                   | Total                                        |
| 2021                                         | 32                                           | 29                                           | 176                                          | 127                                          | 364                                          |